# Engen
Engen (japanska: 延元?, En'gen), 1336–1340, är en period i den japanska tideräkningen, vid det delade Japans södra tron. Under engen inleds norra tronens Ryakuō. Kejsare vid den södra tronen var Go-Daigo och Go-Murakami. Shogun var Ashikaga Takauji, den förste Ashikaga-shogunen. År engen 2 (1338) blir Kōmyō var kejsare vid den nybildade norra tronen.
Namnet på perioden är hämtat från Liangshu, ett av de 24 historieverken.

Slaget vid Minatogawa.

Engen inleds med ett av de stora slagen under nanboku-cho-tiden, slaget vid Minatogawa, då Ashikagaklanens styrkor besegrar de kejsartrogna styrkorna.